# Grande Prémio de Portugal de 2021
Grande Prémio de Portugal de 2021 (formalmente denominado Formula 1 Heineken Grande Prémio de Portugal 2021) foi a terceira etapa da temporada de 2021 da Fórmula 1. Foi disputado em 2 de maio de 2021 no Autódromo Internacional do Algarve, Portimão, Portugal.

## Relatório

### Limite de Pista
Os limites de pista serão monitorados nas saídas da curva 1, 4, 5, 14 e 15, do Autódromo Internacional do Algarve.
Curva 1
Localizada após a reta dos boxes, com extensão de 969 metros, e logo depois da maior zona de uso da asa móvel (DRS) do circuito de Portimão, a curva 1 é um trecho bem complicado para os pilotos. Ela é feita com um contorno rápido à direita, com os carros procurando a zebra do lado externo justamente para conseguir um melhor apoio para a curva seguinte, bem mais lenta. A volta será invalidada se o piloto passar com as quatro rodas fora da zebra pintada em vermelho e branco.
Curva 4
Outro trecho complicado do circuito. Ela fica logo antes da segunda zona de uso da asa móvel (DRS) do circuito de Portimão. Apoiar bem na saída dela pode ser decisivo para conseguir um bom tempo de volta nos treinos, ou, na corrida, defender ou ganhar uma posição. Assim como na curva 1, a volta será invalidada se o piloto passar com as quatro rodas fora da zebra pintada em vermelho e branco.
Curva 5
Um hairpin em descida, com uma freada complicada e um apoio importante na saída para acertar a volta. Ela fica logo depois da segunda zona de uso da asa móvel (DRS) do circuito de Portimão. Apoiar bem na saída dela pode ser decisivo para conseguir um bom tempo de volta nos treinos, ou, na corrida, defender ou ganhar uma posição. Assim como nas curvas 1 e 4, a volta será invalidada se o piloto passar com as quatro rodas fora da zebra pintada em vermelho e branco.
Curva 14
Outro trecho complicado do circuito. É a penúltima curva do circuito, um momento crucial para os pilotos. Apoiar bem na saída dela pode ser decisivo para conseguir um bom tempo de volta nos treinos, ou, na corrida, defender ou ganhar uma posição. Assim como nas curva 1, 4 e 5, a volta será invalidada se o piloto passar com as quatro rodas fora da zebra pintada em vermelho e branco.
Curva 15
Talvez o trecho mais importante do circuito, por ser a última curva antes da reta dos boxes. Ela tem inclinação e raio longo, o que , naturalmente, já empurra o carro para a zebra externa do trecho. E foi o local em que a direção de prova usou as maiores restrições para os pilotos. Ao contrário das outras duas curvas, a volta será invalidada se o piloto passar com as quatro rodas fora da linha branca antes da zebra. E, por ser o trecho antes do retão, não só a volta da infração como a seguinte serão invalidadas, já que o piloto levaria vntagem para abrir uma nova volta no contorno da última curva.

### Qualificação
Q1
A maioria dos carros saiu para a pista assim que as luzes verdes se acenderam. Apenas RBR, Mercedes e Alpine ficaram nos boxes. Muitos pilotos se alternaram na liderança nos primeiros minutos do treino, até que Carlos Sainz assumiu o primeiro posto (1m19s480). Hamilton chegou a passar o espanhol da Ferrari, mas teve seu tempo deletado por ter ultrapassado o limite de uma das curvas. Pouco depois da metade do Q1, Bottas assumiu a liderança e depois melhorou seu tempo (1m18s722). Sergio Pérez chegou a rodar, mas não ficou em perigo.
Na briga para não ser eliminado, os carros da Haas mais uma vez fecharam o grid. A surpresa foi Daniel Ricciardo na 16ª posição, enquanto seu companheiro de McLaren, Lando Norris, foi o segundo (1m18s749).
Eliminados: Daniel Ricciardo (MCLAREN), Lance Stroll (ASTON MARTIN), Nicholas Latifi (WILLIAMS), Mick Schumacher (HAAS) e Nikita Mazepin (HAAS).
Q2
Os pilotos se revezaram na liderança nos primeiros minutos, até que Hamilton voou e fez o melhor tempo do fim de semana (1m17s968), seguido de Bottas. Sainz, que havia liderado o Q1, ficou ameaçado e teve de trocar de pneu para um macio. Sebastian Vettel surpreendeu e avançou com sua Aston Martin ao Q3 pela primeira vez nas últimas 16 corridas. Fernando Alonso, por outro lado, acabou eliminado na 13ª posição, enquanto o companheiro de Alpine, Esteban Ocon, teve o quarto tempo da sessão.
Eliminados: George Russell (WILLIAMS), Antonio Giovinazzi (ALFA ROMEO), Fernando Alonso (ALPINE), Yuki Tsunoda (ALPHATAURI) e Kimi Raikkonen (ALFA ROMEO).
Q3
Verstappen chegou a figurar na liderança no início do Q3, mas teve sua volta deletada por ter ultrapassado o limite de pista em uma curva. Logo na sequência, Bottas assumiu a primeira posição (1m18s348), seguido de perto de Hamilton. Quando conseguiu uma volta válida, o holandês da RBR ficou atrás dos carros da Mercedes. Hamilton ainda tentou a pole, mas falhou na última volta e ficou em segundo lugar. Bottas ficou com a sua primeira pole position do ano.

## Pneus
| Nome do composto | Cor | Banda de rolamento | Condições de Tempo | Dry Type                           | Aderência       | Longevidade   |
| ---------------- | --- | ------------------ | ------------------ | ---------------------------------- | --------------- | ------------- |
| Macio (C4)       |     | Slick (P Zero)     | Seco               | Soft                               | Mais aderência  | Menos durável |
| Médio (C3)       |     | Slick (P Zero)     | Seco               | Medium                             | Médio           | Médio         |
| Duro (C2)        |     | Slick (P Zero)     | Seco               | Hard                               | Menos aderência | Mais durável  |
| Intermédio       |     | Sulcos (Cinturato) | Molhado            | Intermediate (água não estagnante) | —               | —             |
| Chuva            |     | Sulcos (Cinturato) | Molhado            | Wet (água estagnante)              | —               | —             |

| Escolhas de Pneus de cada piloto para o GP de Portugal: | Escolhas de Pneus de cada piloto para o GP de Portugal: | Escolhas de Pneus de cada piloto para o GP de Portugal: | Escolhas de Pneus de cada piloto para o GP de Portugal: | Escolhas de Pneus de cada piloto para o GP de Portugal: | Escolhas de Pneus de cada piloto para o GP de Portugal: |
| ------------------------------------------------------- | ------------------------------------------------------- | ------------------------------------------------------- | ------------------------------------------------------- | ------------------------------------------------------- | ------------------------------------------------------- |
| Nº                                                      | Pilotos                                                 | Equipe(s)                                               | Duro                                                    | Médio                                                   | Macio                                                   |
| 44                                                      | Lewis Hamilton                                          | Mercedes                                                |                                                         |                                                         |                                                         |
| 77                                                      | Valtteri Bottas                                         | Mercedes                                                |                                                         |                                                         |                                                         |
| 11                                                      | Sergio Pérez                                            | Red Bull Racing-Honda                                   |                                                         |                                                         |                                                         |
| 33                                                      | Max Verstappen                                          | Red Bull Racing-Honda                                   |                                                         |                                                         |                                                         |
| 3                                                       | Daniel Ricciardo                                        | McLaren-Mercedes                                        |                                                         |                                                         |                                                         |
| 4                                                       | Lando Norris                                            | McLaren-Mercedes                                        |                                                         |                                                         |                                                         |
| 5                                                       | Sebastian Vettel                                        | Aston Martin-Mercedes                                   |                                                         |                                                         |                                                         |
| 18                                                      | Lance Stroll                                            | Aston Martin-Mercedes                                   |                                                         |                                                         |                                                         |
| 14                                                      | Fernando Alonso                                         | Alpine-Renault                                          |                                                         |                                                         |                                                         |
| 31                                                      | Esteban Ocon                                            | Alpine-Renault                                          |                                                         |                                                         |                                                         |
| 16                                                      | Charles Leclerc                                         | Ferrari                                                 |                                                         |                                                         |                                                         |
| 55                                                      | Carlos Sainz Jr.                                        | Ferrari                                                 |                                                         |                                                         |                                                         |
| 10                                                      | Pierre Gasly                                            | AlphaTauri-Honda                                        |                                                         |                                                         |                                                         |
| 22                                                      | Yuki Tsunoda                                            | AlphaTauri-Honda                                        |                                                         |                                                         |                                                         |
| 7                                                       | Kimi Raikkonen                                          | Alfa Romeo-Ferrari                                      |                                                         |                                                         |                                                         |
| 99                                                      | Antonio Giovinazzi                                      | Alfa Romeo-Ferrari                                      |                                                         |                                                         |                                                         |
| 9                                                       | Nikita Mazepin                                          | Haas-Ferrari                                            |                                                         |                                                         |                                                         |
| 47                                                      | Mick Schumacher                                         | Haas-Ferrari                                            |                                                         |                                                         |                                                         |
| 6                                                       | Nicholas Latifi                                         | Williams-Mercedes                                       |                                                         |                                                         |                                                         |
| 63                                                      | George Russell                                          | Williams-Mercedes                                       |                                                         |                                                         |                                                         |

## Resultados

### Treino classificatório
| 1                        | 77 | Valtteri Bottas    | Mercedes              | 1:18.722 | 1:18.458 | 1:18.348 | 1  |
| 2                        | 44 | Lewis Hamilton     | Mercedes              | 1:18.857 | 1:17.968 | 1:18.355 | 2  |
| 3                        | 33 | Max Verstappen     | Red Bull Racing-Honda | 1:19.485 | 1:18.650 | 1:18.746 | 3  |
| 4                        | 11 | Sergio Perez       | Red Bull Racing-Honda | 1:19.337 | 1:18.845 | 1:18.890 | 4  |
| 5                        | 55 | Carlos Sainz Jr.   | Ferrari               | 1:19.309 | 1:18.813 | 1:19.039 | 5  |
| 6                        | 31 | Esteban Ocon       | Alpine-Renault        | 1:19.092 | 1:18.586 | 1:19.042 | 6  |
| 7                        | 4  | Lando Norris       | McLaren-Mercedes      | 1:18.794 | 1:18.481 | 1:19.116 | 7  |
| 8                        | 16 | Charles Leclerc    | Ferrari               | 1:19.373 | 1:18.769 | 1:19.306 | 8  |
| 9                        | 10 | Pierre Gasly       | AlphaTauri-Honda      | 1:19.464 | 1:19.052 | 1:19.475 | 9  |
| 10                       | 5  | Sebastian Vettel   | Aston Martin-Mercedes | 1:19.403 | 1:18.970 | 1:19.659 | 10 |
| 11                       | 63 | George Russell     | Williams-Mercedes     | 1:19.797 | 1:19.109 | —        | 11 |
| 12                       | 99 | Antonio Giovinazzi | Alfa Romeo-Ferrari    | 1:19.410 | 1:19.216 | —        | 12 |
| 13                       | 14 | Fernando Alonso    | Alpine-Renault        | 1:19.728 | 1:19.456 | —        | 13 |
| 14                       | 22 | Yuki Tsunoda       | AlphaTauri-Honda      | 1:19.684 | 1:19.463 | —        | 14 |
| 15                       | 7  | Kimi Raikkonen     | Alfa Romeo-Ferrari    | 1:19.748 | 1:19.812 | —        | 15 |
| 16                       | 3  | Daniel Ricciardo   | McLaren-Mercedes      | 1:19.839 | —        | —        | 16 |
| 17                       | 18 | Lance Stroll       | Aston Martin-Mercedes | 1:19.913 | —        | —        | 17 |
| 18                       | 6  | Nicholas Latifi    | Williams-Mercedes     | 1:20.285 | —        | —        | 18 |
| 19                       | 47 | Mick Schumacher    | Haas-Ferrari          | 1:20.452 | —        | —        | 19 |
| 20                       | 9  | Nikita Mazepin     | Haas-Ferrari          | 1:20.912 | —        | —        | 20 |
| Tempo dos 107%: 1:24.232 |    |                    |                       |          |          |          |    |
| Fonte:                   |    |                    |                       |          |          |          |    |

Notas

### Corrida
| Pos.                                                                   | Nu. | Piloto             | Construtor            | Voltas | Tempo/Retirado | Pit Stop | Pneus                                          | Grid | Pontos |
| ---------------------------------------------------------------------- | --- | ------------------ | --------------------- | ------ | -------------- | -------- | ---------------------------------------------- | ---- | ------ |
| 1                                                                      | 44  | Lewis Hamilton     | Mercedes              | 66     | 1:34:31.421    | 1        | Médio C2 Usado · Duro C1 Usado                 | 2    | 25     |
| 2                                                                      | 33  | Max Verstappen     | Red Bull Racing-Honda | 66     | +29.148s       | 2        | Médio C2 Usado · Duro C1 Novo · Macio C3 Usado | 3    | 18     |
| 3                                                                      | 77  | Valtteri Bottas    | Mercedes              | 66     | +33.530s       | 2        | Médio C2 Usado · Duro C1 Usado · Macio C3 Novo | 1    | 15+1   |
| 4                                                                      | 11  | Sergio Pérez       | Red Bull Racing-Honda | 66     | +39.735s       | 1        | Médio C2 Usado · Macio C3 Usado                | 4    | 12     |
| 5                                                                      | 4   | Lando Norris       | McLaren-Mercedes      | 66     | +51.369s       | 1        | Macio C3 Usado · Médio C2 Novo                 | 7    | 10     |
| 6                                                                      | 16  | Charles Leclerc    | Ferrari               | 66     | +55.781s       | 1        | Médio C2 Usado · Duro C1 Novo                  | 8    | 8      |
| 7                                                                      | 31  | Esteban Ocon       | Alpine-Renault        | 66     | +1:03.749s     | 1        | Macio C3 Usado · Duro C1 Novo                  | 6    | 6      |
| 8                                                                      | 14  | Fernando Alonso    | Alpine-Renault        | 66     | +1:04.808s     | 1        | Médio C2 Novo · Duro C1 Novo                   | 13   | 4      |
| 9                                                                      | 3   | Daniel Ricciardo   | McLaren-Mercedes      | 66     | +1:15.369s     | 1        | Médio C2 Novo · Duro C1 Novo                   | 16   | 2      |
| 10                                                                     | 10  | Pierre Gasly       | AlphaTauri-Honda      | 66     | +1:16.463s     | 1        | Macio C3 Usado · Médio C2 Novo                 | 9    | 1      |
| 11                                                                     | 55  | Carlos Sainz Jr.   | Ferrari               | 66     | +1:18.955s     | 1        | Macio C3 Usado · Médio C2 Novo                 | 5    |        |
| 12                                                                     | 99  | Antonio Giovinazzi | Alfa Romeo-Ferrari    | 65     | +1 volta       | 1        | Médio C2 Novo · Duro C1 Novo                   | 12   |        |
| 13                                                                     | 5   | Sebastian Vettel   | Aston Martin-Mercedes | 65     | +1 volta       | 1        | Macio C3 Usado · Médio C2 Usado                | 10   |        |
| 14                                                                     | 18  | Lance Stroll       | Aston Martin-Mercedes | 65     | +1 volta       | 1        | Macio C3 Novo · Médio C2 Novo                  | 17   |        |
| 15                                                                     | 22  | Yuki Tsunoda       | AlphaTauri-Honda      | 65     | +1 volta       | 1        | Médio C2 Novo · Duro C1 Novo                   | 14   |        |
| 16                                                                     | 63  | George Russell     | Williams-Mercedes     | 65     | +1 volta       | 1        | Médio C2 Novo · Duro C1 Novo                   | 11   |        |
| 17                                                                     | 47  | Mick Schumacher    | Haas-Ferrari          | 64     | +2 voltas      | 1        | Médio C2 Novo · Duro C1 Novo                   | 19   |        |
| 18                                                                     | 6   | Nicholas Latifi    | Williams-Mercedes     | 64     | +2 voltas      | 1        | Médio C2 Novo · Duro C1 Novo                   | 18   |        |
| 19                                                                     | 9   | Nikita Mazepin     | Haas-Ferrari          | 64     | +2 voltas      | 2        | Médio C2 Novo · Duro C1 Novo · Macio C3 Novo   | 20   |        |
| Ret                                                                    | 7   | Kimi Raikkonen     | Alfa Romeo-Ferrari    | 1      | Colisão        | 0        | Macio C3 Novo                                  | 15   |        |
| Volta mais rápida: Valtteri Bottas (Mercedes) – 1:19.865 (na volta 65) |     |                    |                       |        |                |          |                                                |      |        |
| Fonte:                                                                 |     |                    |                       |        |                |          |                                                |      |        |

## Voltas na liderança
| Nº de Voltas | Piloto          | Voltas       |
| ------------ | --------------- | ------------ |
| 19           | Valtteri Bottas | 1-19         |
| 32           | Lewis Hamilton  | 20-37, 51-66 |
| 12           | Sergio Perez    | 38-50        |

## 2021DHLFastest Pit Stop Award

### Resultado
| 1      | 33 | Max Verstappen     | Red Bull Racing-Honda | 1.98 | 25 |
| 2      | 18 | Lance Stroll       | Aston Martin-Mercedes | 2.08 | 18 |
| 3      | 55 | Carlos Sainz Jr.   | Ferrari               | 2.26 | 15 |
| 4      | 10 | Pierre Gasly       | AlphaTauri-Honda      | 2.26 | 12 |
| 5      | 22 | Yuki Tsunoda       | AlphaTauri-Honda      | 2.37 | 10 |
| 6      | 14 | Fernando Alonso    | Alpine-Renault        | 2.41 | 8  |
| 7      | 6  | Nicholas Latifi    | Williams-Mercedes     | 2.42 | 6  |
| 8      | 31 | Esteban Ocon       | Alpine-Renault        | 2.50 | 4  |
| 9      | 99 | Antonio Giovinazzi | Alfa Romeo-Ferrari    | 2.54 | 2  |
| 10     | 44 | Lewis Hamilton     | Mercedes              | 2.58 | 1  |
| Fonte: |    |                    |                       |      |    |

### Classificação
| Tabela do DHL Fastest Pit Stop Award \| Pos \| Construtor \| Pontos \| \| --- \| --------------------- \| ------ \| \| 1 \| Red Bull Racing-Honda \| 86 \| \| 2 \| Mercedes \| 42 \| \| 3 \| Williams-Mercedes \| 36 \| \| 4 \| Ferrari \| 33 \| \| 5 \| Alfa Romeo-Ferrari \| 31 \| \| 6 \| Alpine-Renault \| 29 \| \| 7 \| AlphaTauri-Honda \| 24 \| \| 8 \| Aston Martin-Mercedes \| 22 \| \| 9 \| McLaren-Mercedes \| 0 \| \| 10 \| Haas-Ferrari \| 0 \| |                       |        |
| Pos | Construtor            | Pontos |
| 1 | Red Bull Racing-Honda | 86     |
| 2 | Mercedes              | 42     |
| 3 | Williams-Mercedes     | 36     |
| 4 | Ferrari               | 33     |
| 5 | Alfa Romeo-Ferrari    | 31     |
| 6 | Alpine-Renault        | 29     |
| 7 | AlphaTauri-Honda      | 24     |
| 8 | Aston Martin-Mercedes | 22     |
| 9 | McLaren-Mercedes      | 0      |
| 10 | Haas-Ferrari          | 0      |

## Tabela do campeonato após a corrida
Somente as cinco primeiras posições estão incluídas nas tabelas.
| Pos | Piloto          | Pontos | Var |
| --- | --------------- | ------ | --- |
| 1   | Lewis Hamilton  | 69     | 0   |
| 2   | Max Verstappen  | 61     | 0   |
| 3   | Lando Norris    | 37     | 0   |
| 4   | Valtteri Bottas | 32     | 1   |
| 5   | Charles Leclerc | 28     | 1   |

| Pos | Construtor            | Pontos | Var |
| --- | --------------------- | ------ | --- |
| 1   | Mercedes              | 101    | 0   |
| 2   | Red Bull Racing-Honda | 83     | 0   |
| 3   | McLaren-Mercedes      | 53     | 0   |
| 4   | Ferrari               | 42     | 0   |
| 5   | Alpine-Renault        | 13     | 2   |